# Lone Smidt Nielsen
Pour les articles homonymes, voir Smidt et Nielsen.
Lone Smidt Nielsen (née Hansen ; le 1er janvier 1961) est une ancienne footballeuse internationale danoise qui a joué professionnellement en Italie avec le club de l'ACF Trani. 
La fille de Lone, Karoline Smidt Nielsen, joue également au football, en faveur du Turbine Potsdam et de l'équipe nationale du Danemark.

## Biographie
Elle participe avec l'équipe du Danemark féminine à deux phases finales du championnat d'Europe, en 1984 (deux matchs), puis en 1989 (deux matchs, un but).